# Бургун-Маджарский сельсовет
Бургун-Маджарский сельсовет — упразднённое сельское поселение в Левокумском районе Ставропольского края Российской Федерации.
Административный центр — посёлок Кумская Долина.

## География
Муниципальное образование расположено в юго-западной части Левокумского района.
Расстояние от центра муниципального образования до районного центра — с. Левокумское — 17 км, до ближайшей железнодорожной станции г. Будённовск — 22 км, до ближайшего аэропорта (г. Минеральные Воды) — 170 км, до краевого центра (г. Ставрополь) — 240 км. С запада муниципального образования на восток проходит автотрасса федерального значения Будённовск — Каспийск.
Общая площадь земель муниципального образования составляет 7635 га, протяжённость с севера на юг — 20 км.

## История
Статус и границы сельского поселения установлены Законом Ставропольского края от 4 октября 2004 год № 88-КЗ «О наделении муниципальных образований Ставропольского края статусом городского, сельского поселения, городского округа, муниципального района»
.
С 16 марта 2020 года, в соответствии с Законом Ставропольского края от 31 января 2020 г. № 10-кз, все муниципальные образования Левокумского муниципального района были преобразованы путём их объединения в единое муниципальное образование Левокумский муниципальный округ.

## Население
| 1989  | 2002  | 2010  | 2011  | 2012  | 2013  | 2014  | 2015  | 2016  |
| ----- | ----- | ----- | ----- | ----- | ----- | ----- | ----- | ----- |
| 2689  | ↗3132 | ↘3059 | ↘3053 | ↘2991 | ↘2959 | ↘2853 | ↘2828 | ↘2771 |
| 2017  | 2018  | 2019  | 2020  |       |       |       |       |       |
| ↘2749 | ↘2707 | ↘2694 | ↘2666 |       |       |       |       |       |

Демографическая ситуация характеризуется незначительным снижением численности населения по причине естественной и миграционной убыли.
Демографическая обстановка в поселении характеризуется «старением» населения, оттоком трудоспособной части.

### Национальный состав
По итогам переписи населения 2010 года проживали следующие национальности (национальности менее 1 %, см. в сноске к строке "Другие"):
| Национальность | Численность | Процент |
| -------------- | ----------- | ------- |
| Русские        | 2418        | 79,05   |
| Цыгане         | 246         | 8,04    |
| Даргинцы       | 146         | 4,77    |
| Езиды          | 74          | 2,42    |
| Ассирийцы      | 52          | 1,70    |
| Армяне         | 42          | 1,37    |
| Другие         | 81          | 2,65    |
| Итого          | 3059        | 100,00  |

## Состав сельского поселения
| № | Населённый пункт | Тип населённого пункта          | Население |
| - | ---------------- | ------------------------------- | --------- |
| 1 | Бургун-Маджары   | село                            | ↘1275     |
| 2 | Кумская Долина   | посёлок, административный центр | ↘1011     |
| 3 | Малосадовый      | посёлок                         | ↘391      |
| 4 | Правокумский     | посёлок                         | ↗163      |

## Кладбища
На территории сельского поселения расположено 2 общественных открытых кладбища площадью 13 000 м² и 31 300 м².